# Geoffrey Blake
Geoffrey Lewis Blake, ameriški komik in igralec, * 20. avgust 1962, Baltimore, Maryland, ZDA.